# .bb
.bb — национальный домен верхнего уровня для Барбадоса. Введён в 1991 году. Инициатором введения домена стала Cable & Wireless (Barbados) Limited. Регистрацией доменных имён занимается CaribSurf. Регистрация возможна только для лиц, проживающих в Барбадосе, и компаний, зарегистрированных там. Предназначен для объектов, связанных с Барбадосом. Возможна регистрация домена второго уровня или третьего под рядом доменов второго уровня.

## Домены второго уровня
- .com.bb
- .net.bb
- .org.bb
- .gov.bb
- .info.bb
- .co.bb
- .store.bb
- .tv.bb
- .biz.bb